# Jesús Maria de la Limpia Concepción de Nuestra Señora
Il galeone Jesús Maria de la Limpia Concepción de Nuestra Señora fu nave ammiraglia dell'Armada del Sur spagnola, e andò perso per naufragio il 27 ottobre 1654, mentre trasportava un enorme tesoro.

## Storia
Il galeone Jesús Maria de la Limpia Concepción de Nuestra Señora fu costruito presso il cantiere navale di Guayaquil, in Ecuador, per essere la capitana dell'Armada del Sur, di base a Callao, in Perù.  Tale flotta doveva garantire il trasporto dei beni preziosi, oro, argento, smeraldi e altro, da Perù, Bolivia, Cile ed Ecuador, verso i porti di Panama. Tra il 1640 e il 1644 il cantiere navale di Guayaquil costruì due grandi navi da 1.150 tonnellate di dislocamento, armate con 60 cannoni, il Jesús Maria de la Limpia Concepción de Nuestra Señora destinato ad operare come Capitana, e il Santiago  destinato ad operare come ammiraglia.
All'inizio del 1654 per ordine del Viceré del Perù García Sarmiento de Sotomayor conte di Salvatierra, il capitano generale dell'Armata del Sur, Francisco de Sosa, annunciò che nell'ottobre dello stesso anno si sarebbe svolto l'annuale viaggio da Callao a Panama dell'Armada del Sur. La formazione navale sarebbe stata composta dai galeoni Jesús Maria de la Limpia Concepción de Nuestra Señora (Capitana), al comando di Bernardo de Campos, e dal San Francisco Solano (ammiraglia), al comando di Francisco Solís. Le due navi erano scortate da due veloci tender che andavano avanti e indietro dalle navi alla terraferma per trasmettere dispacci e portare ordini. Le due navi maggiori salparono il 18 ottobre, e il giorno dopo vennero raggiunte da un veloce tender che recava un dispaccio del Viceré da trasmettere al Presidente dell'Audiencia di Panama Pedro Carrillo. A bordo della Capitana si trovavano 30 militari di grado, e 6 passeggeri, tra cui un commerciante e il suo agente di commercio.
Il giorno 26 ottobre 1654 il pilota, Miguel Benítez de Alfara, era fiducioso che le due navi avrebbero superato in sicurezza Punta Santa Elena e sarebbero approdate nelle acque profonde e sicure di Isla de Plata. Alle 23:00 quella sera, tuttavia, un passeggero avvistò delle scogliere davanti alla prua, e fu allora che il pilota Benítez de Alfara si rese conto di stare entrando nella baia di Chanduy. Mentre cercava di virare per ritornare al largo il galeone colpì per tre volte la scogliera, perdendo il timone e nello scafo si aprirono numerose vie d'acqua.  Avvisato con un colpo di cannone del pericolo il San Francisco Solano mise a mare una scialuppa, e con l'aiuto di essa riuscì ad invertire la rotta. Nessuna delle due navi di scorta si trovava nelle vicinanze dei due galeoni. A bordo del Jesús Maria de la Limpia Concepción de Nuestra Señora  vennero subito avviate le tre pompe di sentina, e i membri dell'equipaggio e i passeggeri aiutarono a svuotare l'acqua con una catena di secchi, usando anche barattoli e ciotole. Alla luce del giorno vi erano tre piedi d'acqua nella stiva, e l'equipaggio era esausto. Secondo la testimonianza di altro membro dell'equipaggio venne notato che: c'era difficoltà a calare le ancore perché c'erano montagne di merci non registrate immagazzinate sul ponte di prua e sopra i cavi dell'ancora.
La Capitana era così sovraccarica che l'acqua arrivò fino al secondo ponte, e dato il peso dal galeone esso non fu in grado di liberarsi dal fondale profondo 22 piedi d'acqua. La mattina del 27 ottobre la nave versava nel caos più totale, con i membri dell'equipaggio a i passeggeri esausti e vicini al panico. Alcune persone hanno provato a riempirsi le tasche di oro e argento ed a nuotare fino alla riva; almeno venti persone morirono così annegate nel tentativo di mettersi in salvo.
Con l'alta marea il capitano generale de Sosa riuscì a portare la Capitana più vicino alla riva e la fece arenare permanentemente, ma irreparabilmente, in acque poco profonde. Qui lui e il suo maestro del conio lavorarono febbrilmente e recuperarono 1.500.000 pesos del carico e 4 dei 44 cannoni di bronzo.
Appena saputo del naufragio il Viceré del Perù inviò da Callao tutti gli uomini e i mezzi a sua disposizione per tentare di recuperare la maggior parte del carico, e inoltre ordinò al Presidente dell'Audiencia di Quito, Pedro Vázquez de Velasco di partire da Guayaquil per la baia di Chanduy con i mezzi di soccorso a sua disposizione. 
Nella settimana seguente al naufragio il Presidente dell'Audiencia di Panama Pedro Carrillo mandò una richiesta urgente al Marqués de Monte Alegre a Cartagena de Indias, affinché quest'ultimo inviasse dei soccorsi a Chanduy. I soccorsi da Cartagena de Indias, comprendenti alcune dozzine di uomini rana, si imbarcarono su due piccole e veloci imbarcazioni. Arrivato sul luogo del naufragio Pedro Vázquez de Velasco lo fece circondare dai soldati affinché nessuno potesse allontanarsi con parte dei preziosi.
Per un maggiore accesso al tesoro e agli altri oggetti di valore che si trovavano sottocoperta, la nave venne bruciata sino alla linea di galleggiamento. Molti degli scompartimenti non erano ancora invasi dall'acqua. Al culmine delle operazioni di salvataggio, fino a 52 uomini rana indigeni lavorarono sul relitto, e si ebbe una sola vittima; un subacqueo morso da un serpente di mare. I soccorritori inviati dalle autorità spagnole recuperarono altri 2.000.000 di pesos, e ciò fu fonte di grande scandalo, poiché si supponeva che il carico fosse composto solo dai 3.000.000 di peso d'argento ufficialmente dichiarati all'atto della partenza. Stime successive rivelarono che vi erano altri 7.000.000 di pesos d'argento non registrati. Inoltre il Jesús Maria de la Limpia Concepción de Nuestra Señora trasportava anche 11 giare di vino cileno, 4.000 grandi blocchi di sale, 2.000 sacchi di farina da 50 libbre, 12.000 balle di lana di vigogna, e altre merci. Le operazioni di recupero, condotte dal capitano della nave Bernardo de Campos continuarono per oltre un anno, e furono recuperati ufficialmente un totale di 1.875.000 pesos, che imbarcati sul galeone Nuestra Señora de los Angeles  furono trasferiti a Panama e poi a Cartagena de Indias, e da partirono per la Spagna nel gennaio 1656 a bordo del galeone Nuestra Señora de las Maravillas che affondò il 4 dello stesso mese. Anche parte del carico del Nuestra Señora de las Maravillas fu successivamente oggetto di operazioni di salvataggio, e caricato su una nave di soccorso inviata da Cuba andò perso quando anch'essa affondò.
Durante i processi che seguirono al disastro, diverse persone furono incarcerate e condannate a morte per negligenza.  Il capitano della nave Bernardo de Campos, per essersi distinto nelle operazioni di recupero entrando personalmente all'interno del relitto e recuperando 400.000 pesos, per aver collaborato attivamente all'inventario redatto da Pedro Vázquez de Velasco, e per essere amico del nuovo Viceré del Perù Luis Enríquez de Guzmán, conde de Alva e Aliste, scampò al processo e alla sicura condanna. Don Francisco Tello de Guzmán y Medina fu condannato a una multa di 10.000 pesos per aver abbandonato la Capitana, e a 10 anni di lavori forzati. Egli morì nel disastro della Nuestra Señora de las Maravillas, mentre era in viaggio per la Spagna per scontare la condanna. Luis Báez Cármiña, comandante del tender che aveva abbandonato la scorta alla nave ammiraglia per ragioni personali fu condannato a prestare servizio per 10 anni nella guerra contro i Mapuche in Cile. I piloti Miguel Benítez de Alfara e Julio Caballero e il capitano generale Francisco de Sosa furono condannati a morte. I tre riuscirono a fuggire mentre venivano trasferiti da Guayaquil a Callao per l'esecuzione della sentenza. Il pilota della canoa che li trasportava, parente di uno dei due piloti della nave, li liberò nei pressi di Punta Jambelí, da dove raggiunsero Huayala e poi Machala, per tentare di arrivare nel territorio occupato dagli inglesi. Pagando sempre con l'inconfondibile moneta di Potosí furono denunciati e catturati. I tre ottennero la sospensione della sentenza da un giudice locale, e in considerazione del suo rango de Souza fu trasferito in Spagna dove fu sottoposto a giudizio da parte del Consiglio delle Indie, che lo condannò a 2 anni di carcere.

### Annotazioni
1. ↑  Di cui 44 forgiati in bronzo.
2. ↑  Tale Armada era stata creata nel 1580 per volere della Corona spagnola al fine di proteggere i traffici navali in quell'aerea.
3. ↑  Nonostante le precauzioni prese fu calcolato che almeno una sessantina di membri dell'equipaggio riuscirono a lasciare il luogo del naufragio, portando con sé circa 1 000 000 di pesos.

### Fonti
1. ↑  Salazar 2017, p. 52.
2. 1 2 3 4 5 6 7 8 9 10 11 12 13 14 15 16 17 18  Ocean Treasues.
3. ↑  Clayton 1978, p. 51.
4. 1 2 3 4  Salazar 2017, p. 54.
5. ↑  Salazar 2017, p. 55.
6. 1 2  Salazar 2017, p. 56.
7. 1 2  Salazar 2017, p. 57.
8. 1 2  Salazar 2017, p. 60.
9. 1 2  Salazar 2017, p. 59.
10. ↑  Horner 1999, pp. 28-38.
11. ↑  Salazar 2017, p. 61.
12. 1 2 3 4  Salazar 2017, p. 64.
13. ↑  Horner 1999, pp. 45-37.
14. 1 2  Salazar 2017, p. 65.
15. ↑  Salazar 2017, p. 65.